# Baiser mortel
Pour les articles homonymes, voir Baiser mortel (film, 1956).
Baiser mortel est le 6e épisode de la saison 6 de Buffy contre les vampires.

## Résumé
Le jour de la fête d'Halloween est arrivé et Alex décide d'annoncer publiquement au groupe son projet de mariage avec Anya. Le Scooby-gang se réunit pour fêter cette nouvelle mais Tara reproche de plus en plus à Willow son utilisation excessive de la magie. 
De son côté, Dawn dit à Buffy qu'elle va passer la nuit chez sa copine Janice, tandis que Janice a dit à sa mère qu'elle passait la soirée chez Dawn. Les deux jeunes filles doivent rejoindre deux garçons. Ceux-ci, Justin et Zach, sont en fait deux jeunes vampires. La mère de Janice appelle chez Buffy pour vérifier la version de sa fille et la supercherie est alors découverte. Tout le groupe se met à la recherche de Dawn, qui est très attirée par Justin (d'autant qu'elle n'a encore jamais embrassé un garçon) sans réaliser que le jeune homme est en fait un vampire. Buffy et Giles interviennent à temps pour la sauver. Buffy se décharge ensuite sur Giles de la corvée de faire la morale à sa sœur, alors que Willow jette un sort pour faire oublier leur dispute à Tara.

## Production
L'épisode est délibérément axé sur le personnage de Dawn afin de permettre aux autres acteurs principaux de la série de répéter pour l'épisode musical, tourné la semaine suivante.